# Hoploscopa brunnealis
Hoploscopa brunnealis is een vlinder uit de familie van de grasmotten (Crambidae), uit de onderfamilie van de Hoploscopinae. De wetenschappelijke naam van deze soort is voor het eerst gepubliceerd in 1895 door Pieter Snellen.
De voorvleugellengte bedraagt 10 millimeter.
De soort is ontdekt in het westen van Java (Indonesië) op een hoogte van 1300 meter.